# Chillwave
La chillwave, parfois appelée glo-fi, est un genre musical caractérisé par l'usage intensif d'effets numériques, de synthétiseurs, de boucles, d'échantillons sonores et de chant fortement filtré accompagné des lignes mélodiques simples. Le genre est souvent décrit comme de la « musique d'été »,.
Associé à la culture internet, tel que l'hyperpop, le genre gagne en popularité notamment grâce aux réseaux sociaux comme TikTok.

## Terminologie
Le terme « chillwave » semblerait tirer ses origines du blog Hipster Runoff de Carles (pseudonyme de l'auteur), tiré de l'émission radio homonyme. Jon Pareles du New York Times décrit le genre ainsi : « Il y a des groupes solo ou minimalistes, souvent pourvu d'un ordinateur portable, et font le commerce de l'electropop des années 1980, accompagné de hooks bondissants orientés dance. C'est de la musique à petit budget sur laquelle on peut danser. » Ses prédécesseurs musicaux sont divers et incluent la synthpop des années 1980, le shoegaze, l'ambient, la musique concrète et de nombreux types de musiques en dehors de l'occident.

## Groupes
Les principaux représentants du genre sont Toro Y Moi, Tycho, Yppah, Neon Indian et Washed Out. Des critiques voient en Panda Bear, en particulier son album publié en 2007 Person Pitch, le prédécesseur du mouvement,. Son groupe Animal Collective est également cité comme un précurseur, de même que le duo écossais Boards of Canada.
D'autres représentants du genre incluent Keep Shelly In Athens, Small Black, Com Truise, Mansions on the Moon, Fx Project, Eightcubed, et Youth Lagoon.
La chanson All I Wanna Do des Beach Boys sortie en 1970 sur l'album Sunflower est considérée comme précurseur du genre.